# Stenalcidia praeparata
Stenalcidia praeparata är en fjärilsart som beskrevs av Louis Beethoven Prout 1910. Stenalcidia praeparata ingår i släktet Stenalcidia och familjen mätare. Inga underarter finns listade i Catalogue of Life.